# Wiesen (Bayreuth)
Wiesen ist Gemeindeteil der kreisfreien Stadt Bayreuth im bayerischen Regierungsbezirk Oberfranken. Wiesen liegt in der Gemarkung Oberpreuschwitz.

## Geografie
Die Einöde liegt auf freier Flur etwas nördlich der Preuschwitzerin, eines linken Zuflusses des Roten Mains. Ein Anliegerweg führt nach Heinersreuth (0,5 km nördlich) bzw. zu einer Gemeindeverbindungsstraße (0,2 km südlich), die westlich nach Unterpreuschwitz bzw. östlich nach Oberobsang verläuft.

## Geschichte
Wiesen gehörte zur Realgemeinde Unterpreuschwitz. Gegen Ende des 18. Jahrhunderts bestand Wiesen aus einem Anwesen. Die Hochgerichtsbarkeit stand dem bayreuthischen Stadtvogteiamt Bayreuth zu. Das Hofkastenamt Bayreuth war Grundherr des Halbhofes.
Von 1797 bis 1810 unterstand der Ort dem Justiz- und Kammeramt Bayreuth. Mit dem Gemeindeedikt wurde Wiesen dem 1812 gebildeten Steuerdistrikt Eckersdorf und der zugleich gebildeten Ruralgemeinde Unterpreuschwitz zugewiesen. Mit dem Gemeindeedikt von 1818 erfolgte die Eingemeindung nach Oberpreuschwitz. Am 1. Juli 1976 wurde Wiesen im Zuge der Gebietsreform in Bayern nach Bayreuth eingemeindet.

### Einwohnerentwicklung
| Jahr      | 001819 | 001822 | 001861 | 001871 | 001885 | 001900 | 001925 | 001950 | 001961 | 001970 | 001987 |
| Einwohner | *      | 8      | 0      | 9      | 11     | 10     | 8      | 11     | 7      | 3      | 2      |
| Häuser    |        | 1      |        |        | 1      | 1      | 2      | 1      | 1      |        | 1      |
| Quelle    | [ 9 ]  | [ 6 ]  | [ 10 ] | [ 11 ] | [ 12 ] | [ 13 ] | [ 14 ] | [ 15 ] | [ 16 ] | [ 17 ] | [ 1 ]  |

## Religion
Wiesen ist evangelisch-lutherisch geprägt und war ursprünglich nach Heilig Dreifaltigkeit (Bayreuth) gepfarrt. Seit Mitte des 20. Jahrhunderts ist die Pfarrei Versöhnungskirche (Heinersreuth) zuständig.